# Pija Lindenbaum
Pija Lindenbaum   (Sundsvall, 27 d'abril de 1955), nascuda Pia Margareta Lindenbaum, és una il·lustradora sueca, autora i dissenyadora. Del 1999 al 2007 va ocupar la 14a cadira de l'Acadèmia Sueca per als Llibres Infantils i també ha il·lustrat els llibres escrits per Moni Nilsson-Brännström sobre el tzatziki.

## Obra
- 1980 - Krisen i den kommunistiska rörelsen (il·lustració de la coberta, escrit per Fernando Claudin)
- 1986 - Boeing 747 (il·lustracions, escrit per Ulf Nilsson)
- 1990 - Else-Marie och småpapporna (adaptat per Gabrielle Charbonnet)
- 1991 - Boken om Bodil (retelling de Gabrielle Charbonnet)
- 1992 - Louie (Bra Börje) (juntament amb Barbro Lindgren)
- 1994 - Min!
- 1994 - Ä dä?
- 1995 - Nam-Nam
- 1995 - Ha den
- 1996 - Britten och prins Benny
- 1997 - Starke Arvid
- 1998 - Glossas café
- 2000 - Gittan och gråvargarna
- 2001 - Gittan och fårskallarna
- 2002 - Mirabelle (il·lustracions, escrit per Astrid Lindgren)
- 2003 - Gittan och älgbrorsorna
- 2004 - Säger hunden?
- 2005 - När Åkes mamma glömde bort
- 2006 - Lill-Zlatan och morbror raring
- 2007 - Kenta och barbisarna
- 2009 - Siv sover vilse[3]

## Premis
- 1990 i 2006 - BMF Placa (pels llibres Else-Marie och småpapporna i Lill-Zlatan och morbror raring)
- 1990 - Expressens Heffaklump (pel llibre Else-Marie och småpapporna)
- 1993 - Elsa Beskow Placa (pel llibre Bra Börje)
- 2000 - Premi August (pel llibre Gittan och gråvargarna)
- 2000 - Bokjuryn
- 2000 - Rabén i Sjögrens tecknarstipendium
- 2005 - Wettergrens barnbokollon
- 2005 - Bokhandelns val
- 2005 - Stockholms stads hederspris
- 2008 - Premi Memorial Astrid Lindgren
- 2012 - Deutscher Jugendliteraturpreis (pel llibre Siv sover vilse)